# Cichy Kącik
Cichy Kącik – zabytkowe osiedle w Krakowie w dzielnicy V, na Czarnej Wsi, niestanowiące jednostki pomocniczej niższego rzędu w ramach dzielnicy; nazwa pochodzi od kawiarni o tej samej nazwie działającej w pobliżu przed II wojną światową.

## Historia

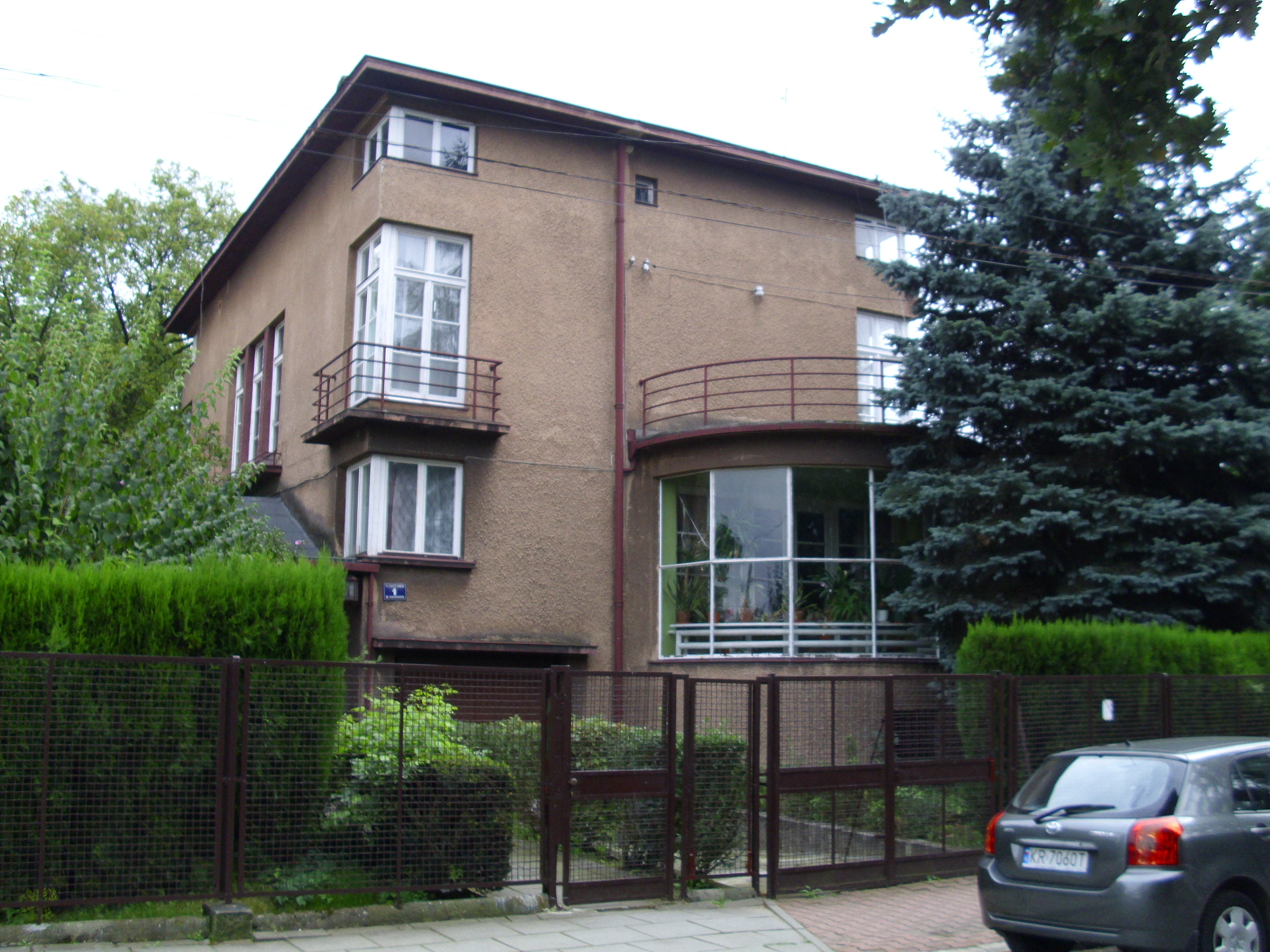
Willa zaprojektowana przez Szyszko-Bohusza przy ul. Domeyki 1

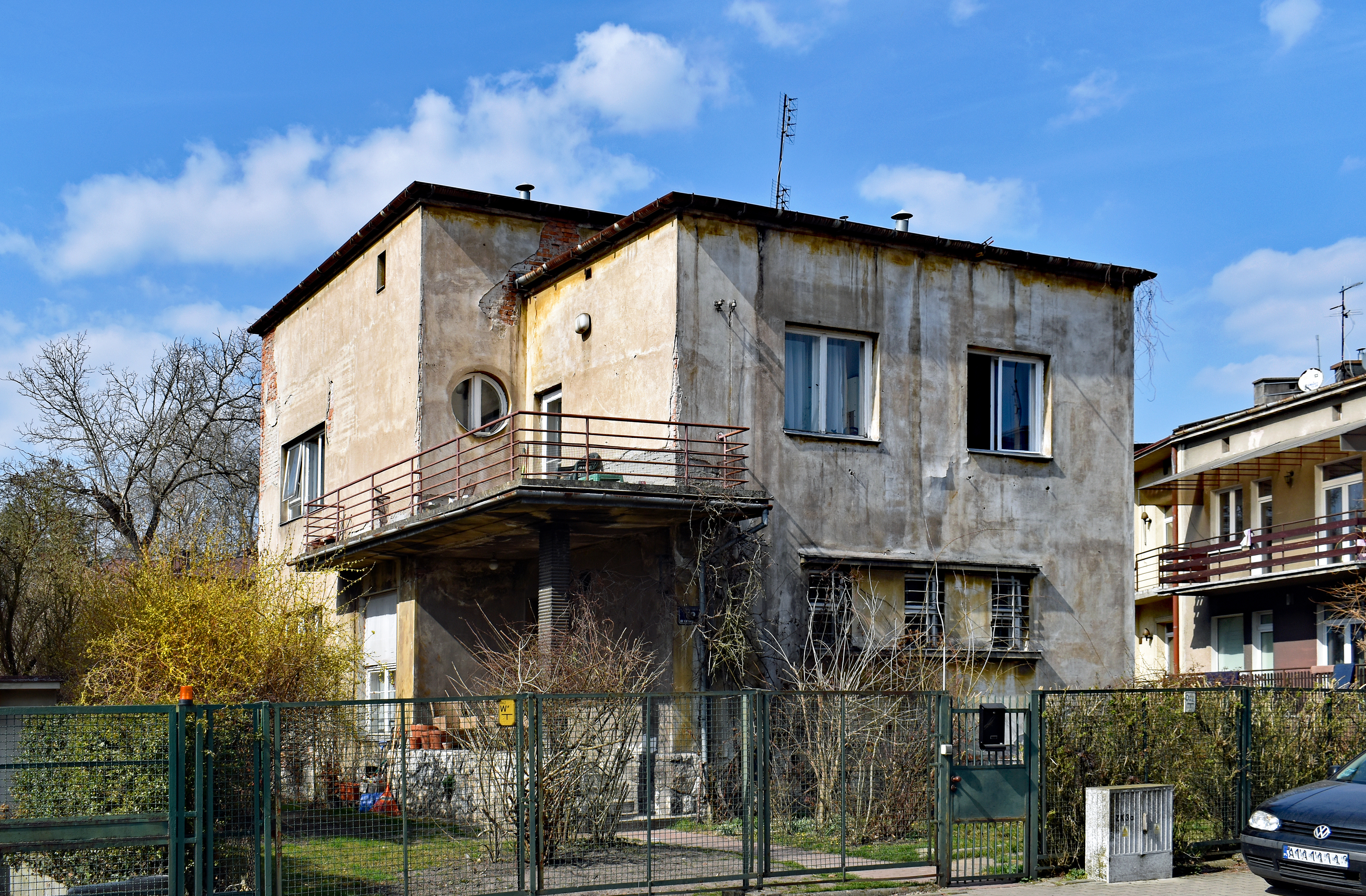
Willa zaprojektowana przez Wacława Nowakowskiego przy ul. Domeyki 12

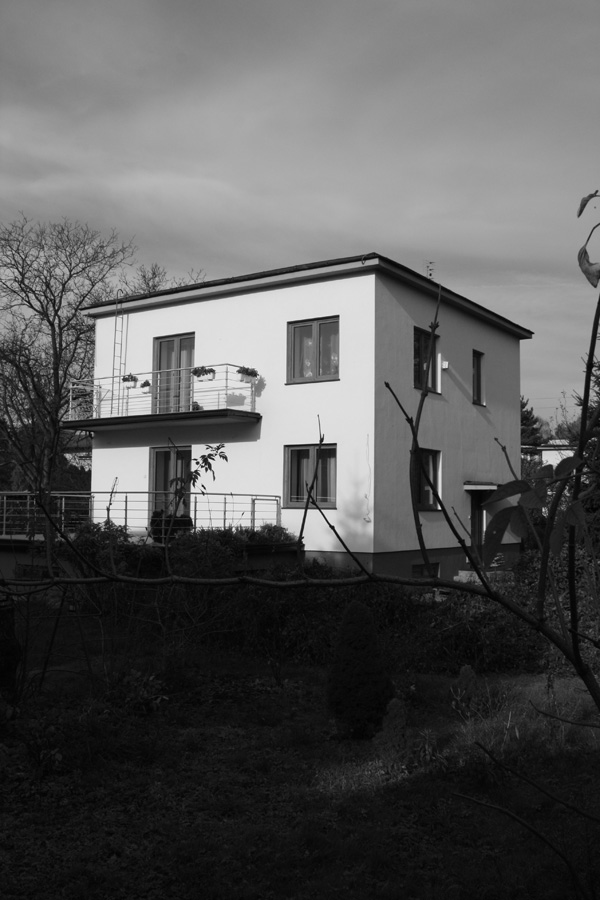
Willa, osiedle Cichy Kącik

Położone w nieregularnym pięciokącie utworzonym przez ulice Piastowską, Igrców, Chodowieckiego i Reymonta. Zajmuje powierzchnię 9,8 ha. Na tym obszarze, usytuowanym nisko (203–205 m n.p.m.) w dolinie rzeki Rudawy i zalewanym przez jej wody w czasie powodzi, znajdowały się dawniej podmokłe łąki, pastwiska, ogrody i grunta orne folwarku miejskiego (kamelaryjnego) Kawiory (Kaffiory, przysiółek Czarnej Wsi), którego budynki stały w rejonie obecnego styku ulic Chodowieckiego, Goetla i Radwańskiego, w latach 1891-1914 zaś zachodni kraniec toru wyścigów konnych dzierżawionego przez Towarzystwo Międzynarodowe Wyścigów Konnych w Krakowie (w 1910 r. miał tam miejsce pierwszy lot aeroplanu w tym mieście). Po I wojnie światowej stajnie i inne zabudowania przerobione zostały przez organizacje syjonistyczne (m.in. krakowskie Biuro Palestyńskie) na folwark doświadczalny, w którym przygotowywano kandydatów do pracy na roli w Palestynie i życia w kibucu (hahszara). Organizowano tam też (m.in. Towarzystwo Opieki nad Sierotami Żydowskimi w Krakowie) półkolonie dla dzieci z biednych żydowskich rodzin.
Na południowy zachód od osiedla na terenie tzw. Małych Błoń, usytuowany był dawny szaniec FS 4 Twierdzy Kraków (utworzony 1854-56, przebudowany ok. 1908 r. na Fort 4 „Błonia” – „Cichy Kącik”, częściowo zburzony w latach 1934-1936; ok. 1943 r. jego pozostałości zaadaptowano na schron przeciwlotniczy dla ludności niemieckiej), a także rodzinne ogródki działkowe „Cichy Kącik” założone w latach 50. XX w. Pod koniec lat 80. XX w. planowano w tym rejonie wybudować hotel, zaś na początku XXI w. Centrum Koncertowe dla Capella Cracoviensis, Sinfonietta Cracovia i Filharmonii Krakowskiej, z czego zrezygnowano, ale w 2020 powrócono do tego pomysłu – obiekt (Krakowskie Centrum Muzyki) ma powstać w 2025. Na północ od osiedla położone jest Miasteczko Studenckie AGH, oddzielone ulicą Reymonta. Na wschód od Cichego Kącika znajdował się modernistyczny kompleks obiektów sportowych – Miejski Park Sportowy (projekt Marcina Bukowskiego), którego budowa trwała od 1934 r. do 1954 r., wzorowany na kompleksie sportowym w Colombes pod Paryżem, głównej arenie igrzysk w 1924 r. Obejmował m.in. stadion lekkoatletyczny, amfiteatr oraz bardzo popularne wśród mieszkańców dwa otwarte baseny (w tym jeden z wieżą do skoków). W latach 90. XX w. wszystkie te obiekty sportowe popadły stopniowo w ruinę. Obecnie powstaje tam Cracovia Sport Park, tylko częściowo nawiązujący do zabudowy międzywojennej; w dawnym budynku szatni (ozdobionym niegdyś płaskorzeźbami Karola Muszkieta przedstawiającymi Artemidę i Heraklesa) mieści się restauracja „Błonia Bistro”. Od 2004 r. na terenie osiedla znajduje się Dom Zakonny Zgromadzenia Sióstr Matki Bożej Syjonu (ul. Goetla 49). Osiedle znajduje się na terenie parafii Najświętszej Maryi Panny z Lourdes, wchodzącej w skład dekanatu Kraków-Bronowice archidiecezji krakowskiej.
Osiedle było planowane już przy tworzeniu planu regulacyjnego Wielkiego Krakowa (1910 r.) i w kolejnych konkursach planistycznych (1914 r.), gdzie wszystkie nagrodzone prace przewidywały zbudowanie w zachodniej części dawnego toru wyścigowego osiedla willowego. Ostatecznie powstało ono jako tzw. kolonia urzędnicza dla wyższych urzędników Komunalnej Kasy Oszczędności Powiatu Krakowskiego. Wybudowane zostało w latach 1936-37 w stylu modernistycznym według projektu Wacława Nowakowskiego, który także zaprojektował większość willi. Jedynie dwie z nich przy ul. Pększyca-Grudzińskiego 1 i 2 (obecnie ul. Domeyki), których pierwszymi właścicielami byli dyrektorzy PKKO: Stanisław Kochanowski (1894-1981) i dr Kazimierz Jelonek (1895-1977), były autorstwa jego nauczyciela Adolfa Szyszko-Bohusza. Tworzyło starannie rozplanowany i dobrze zachowany zespół zabudowy jednorodzinnej o kompozycji symetrycznej. Wille zostały usytuowane w centralnych częściach działek, co zapewniało im dopływ światła i powietrza. Wzdłuż ulicy Pększyca-Grudzińskiego, która stanowiła oś kompozycyjną układu, wzniesiono zabudowę wolnostojącą – łącznie 12 domów (jednopiętrowych, z wyjątkiem dwóch nieco wyższych wilii flankujących osiedle, i oprócz jednego – nr 10 – jednorodzinnych) o płaskich dachach i obszernych tarasach. W architekturze willi jest wiele nawiązań do stylu okrętowego: półokrągłe werandy, rozległe balkony, okna-bulaje. Całość zamknięto półkolistą ulicą Koniecznego (dziś ulica Beniowskiego), wzdłuż której powstała, częściowo już po wojnie, zabudowa szeregowa. Do wybuchu wojny wybudowano też pojedynczą willę przy ul. Furgalskiego 18. Wille położone przy ul. Domeyki 1-4, 6, 8-10, 12, jak i cały układ urbanistyczny osiedla znajdują się w gminnej ewidencji zabytków. Nazwy ulic na terenie osiedla pochodziły od nazwisk poległych w czasie I wojny światowej legionistów: Franciszka Pększyca-Grudzińskiego, Włodzimierza Koniecznego i Tadeusza Wyrwy-Furgalskiego.
W czasie II wojny światowej osiedle stanowiło część dzielnicy niemieckiej: mieszkańców wysiedlono pod koniec1939 i na początku 1940 r.. Zmieniono też nazwy ulic: najpierw w 1940 r. Pększyca-Grudzińskiego na Gartenstrasse, a później w 1944 r. Koniecznego na Tilsiterstrasse, zaś Wyrwy-Furgalskiego na Memelstrasse. Domy zostały zajęte przez urzędników Generalnego Gubernatorstwa z przeznaczeniem na Beamten Siedlung (osiedle urzędnicze). Po wojnie część domów zajęli na krótko wojskowi radzieccy; następnie wiele z nich było objętych przymusowym kwaterunkiem. Wkrótce ulice znów uzyskały nowych patronów: ul. Pększyca-Grudzińskiego – Ignacego Domeykę (do 1994 r. Domejkę), ul. Koniecznego – Maurycego Beniowskiego, zaś ul. Wyrwy-Furgalskiego – Daniela Chodowieckiego. Do 1970 r. ulice osiedla nie były w większości wyasfaltowane, jedynie ul. Domeyki i fragment ul. Beniowskiego pokrywały prostokątne płyty z betonu cementowego; nie miały też chodników. Na północ od osiedla rozciągały się ugory, gdzie mieszkali przez pewien czas Romowie, stały ich wozy, rezydował tam też „król cygański”. Później przenieśli się oni na drugą stronę ulicy Piastowskiej na tereny nazywane Błoniami Cygańskimi. Na początku lat 50. XX wieku powstał niezrealizowany plan zwieńczenia istniejącej i planowanej zabudowy osiedla dzielnicą sportową w trójkącie ulic Piastowskiej, Reymonta i Furgalskiego, obejmującą m.in. sztuczne lodowisko, halę sportową, pływalnię i hotel ZKS Ogniwa-Cracovii. W latach 40., 50. i pocz. 60. XX w. uzupełniono zabudowę o wille przy kolejnych ulicach: Chodowieckiego, Olimpijskiej i Piastowskiej, oraz domy szeregowe przy ulicy Cichy Kącik, a od lat 70. o zabudowę szeregową przy ulicach Goetla i Radwańskiego, utrzymaną już jednak w innym stylu architektonicznym. Przy ulicy Chodowieckiego zbudowano ponadto dwa wielopiętrowe bloki i zmieniono przy okazji częściowo jej końcowy przebieg. Ostatnie domy na osiedlu powstały przy ulicy Reymonta (zabudowa szeregowa). W 2017 r. na terenie osiedla zameldowanych było 650 osób mieszkających w 140 domach jednorodzinnych. W XXI w., przy okazji renowacji, doszło do niekorzystnych zmian w architekturze niektórych przedwojennych budynków. Ponadto atrakcyjne otoczenie osiedla, zwłaszcza tereny Małych Błoń i Miejskiego Parku Sportowego, poddawane jest od końca lat 80. (plany budowy hotelu przez „Wawel-Tourist”) rosnącej presji deweloperów; tereny zielone są zabudowywane (przy Al. 3 Maja powstał hotel sieci Marriott), a powstająca architektura nie dorównuje często międzywojennej. Sytuacja ta została określona jako „jeden z największych skandali urbanistycznych” w Krakowie XXI w.
Na południe od osiedla znajduje się pętla tramwajowa, oddzielona ul. Igrców (oraz przystanek autobusowy), a biegnąca od niej wzdłuż Błoń linia tramwajowa pokrywa się z dawnym korytem jednej z odnóg rzeki Rudawy, zwanej Niecieczą, Piekiełkiem lub Ciepłą Wodą (tę część koryta Rudawy zasklepiono dopiero w latach 30. XX w.). Linię nr 4 prowadzącą z Rynku Głównego i kończącą się pierwotnie przy Parku Jordana przedłużono do Cichego Kącika w 1937 r. (planowano ją już w 1912 r.), a końcowy przystanek nosił początkowo nazwę „Małe Błonia” (w czasie okupacji "Alte Kasematte"; w 1967 r. zmieniono ją na „Cichy Kącik”). Do 1953 r. linia miała charakter wąskotorowy. Przebudowano ją w latach 1953-1954, tworząc jednocześnie pętle i zmieniając symbol linii na "O" (od "okólna") (od 1959 r. na linii kursowały tramwaje nr 17 i 18, później 15, a obecnie 20). Planowane jest przedłużenie linii tramwajowej do Bronowic (wzdłuż ul. Piastowskiej), i dalej na Azory. Od 2003 r. podczas wakacji z pętli wyruszają w niedziele i święta zabytkowe tramwaje Krakowskiej Linii Muzealnej nr 0. Pętla autobusowa funkcjonowała w tym miejscu w latach 1937-1939 i od 1946 r. Autobusy kursowały do Lasu Wolskiego, a w latach 1961-1990 do Chełmu (i od 1971 r. do Zakamycza). Obie pętle przebudowano w 2004 r. Budynek przy pętli (od 1962 r. kiosk "Ruchu" i sklep spożywczy MHD, powstały po 10 latach starań mieszkańców, następnie sklep meblowy) mieści obecnie trattorię „Cichy Kącik”.

## Piwogródek „Cichy Kącik”

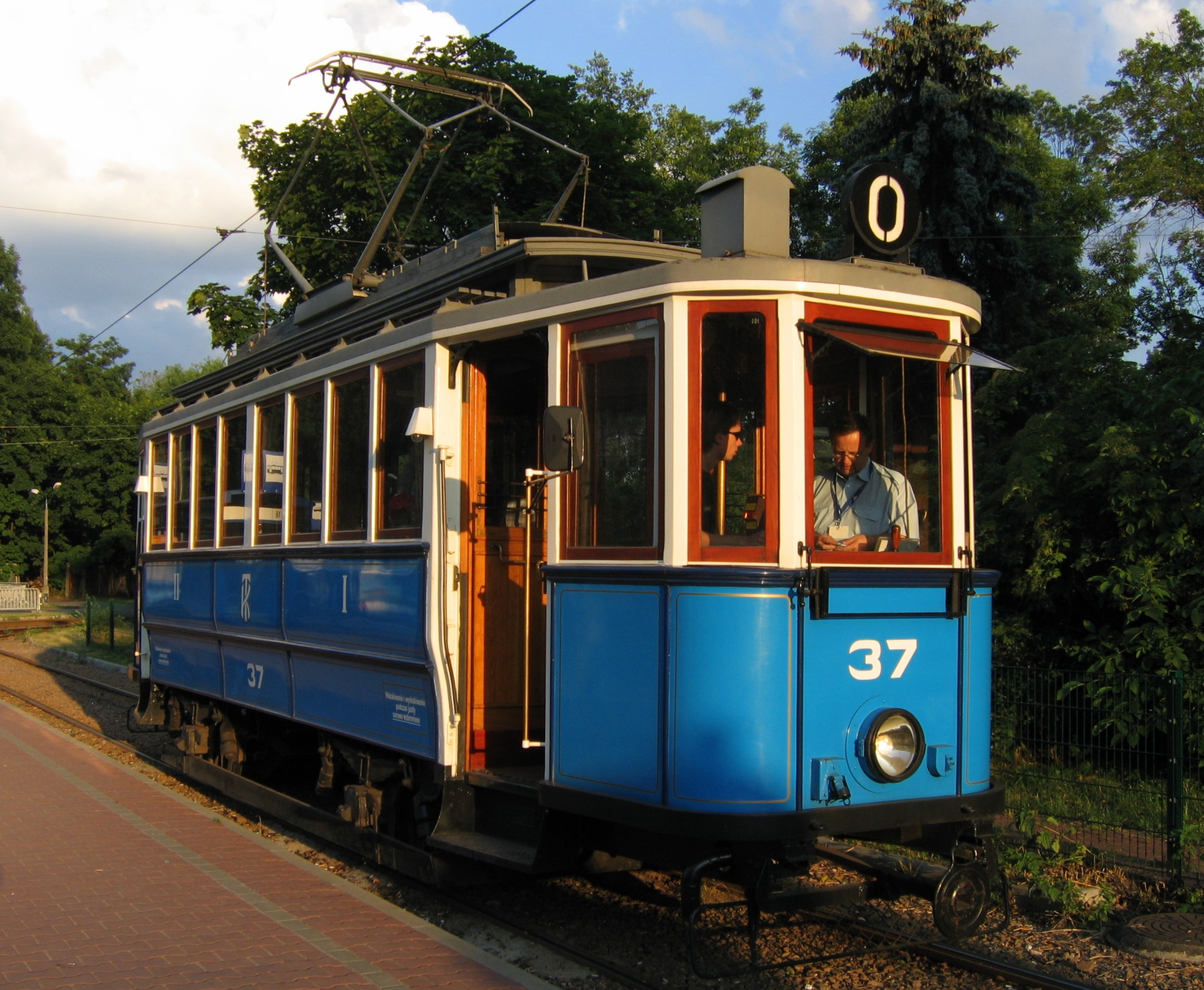
Tramwaj Krakowskiej Linii Muzealnej "0" na pętli w "Cichym Kąciku"

Nazwa osiedla pochodzi od budynku przy ul. Piastowskiej 22 (do niedawna „Karczma pod Blachą”, obecnie restauracja "Folk meat & vege"), w którym od XIX w. aż do okupacji niemieckiej prosperowała nad brzegiem Rudawy, płynącej wzdłuż ul. Mydlnickiej, elegancka letnia kawiarnia (i jak określano wtedy „mleczarnia”), a następnie „piwogródek” o nazwie „Cichy Kącik” z oświetlonym ogrodem i altaną. W 1919 r. właścicielem lokalu „otwartego za torem wyścigowym z nowo wybudowaną werandą i pokojami z komfortem urządzonymi” był B. Pytel. Przed II wojną światową ogródek prowadziła Eleonora Mleczko zamieszkała w pobliżu przy ul. Mydlnickiej 5 (stuletni dom, w którym mieszkała wyburzono w 2015 r. w związku z planami budowy hotelu, obecnie znajduje się na tym terenie szkoła podstawowa Montessori). W czasie wojny ogródek działał pod nazwą „Zur Alten Kasematten” i miał status Nur für Deutsche. Po wojnie przez kilka lat w „Cichym Kąciku” prowadzono działalność gastronomiczną, ale zgoła inną od tej przedwojennej. W budynku powstała „mordownia” z podstawowym asortymentem, a głównymi klientami byli wozacy z pobliskiej „bazy” utworzonej obok pozostałości starego fortu. Po likwidacji lokalu w budynku zamieszkał ogrodnik zwany (ze względu na kraj pochodzenia) Bułgarem. Ogrodnik ten na okolicznych polach uprawiał jarzyny, którymi zasilał krakowski zielony rynek. Natomiast piwny ogródek, który powstał opodal, nazywał się od początków swego istnienia „Pod Blachą”, zaś nazwę „Cichy Kącik” przyjął dopiero na początku lat 90. XX w. Powstająca trochę później w dawnym budynku „Cichego Kącika” (Piastowska 22) restauracja nazwała się z kolei „Pod Blachą”, aby uniknąć dublowania nazwy (ponadto budynek istotnie był pokryty blachą). Tak więc nastąpiła nieoczekiwana zamiana nazw. Przed I wojną światową „Cichy Kącik” był popularnym celem spacerów krakowian, czego ślad można znaleźć np. w wierszu Tadeusza Boya-Żeleńskiego „Jak wygląda niedziela oglądana przez okulary Jana Lemańskiego”, który pisał: Już was tylko przestrzeń krótka oddziela od piwogródka.

## Ciekawostki
- W 1907 r. na folwarku w Kawiorach należącym wówczas do Jakóba Gollenhofera (1838-1911) miało miejsce szeroko omawiane przez prasę morderstwo[57]. Służący na folwarku Wawrzyniec Rejzer z pomocą swojej kochanki, również służącej, Marianny Kaczorowskiej, udusili żonę Rejzera, a zwłoki utopili w Rudawie. Zostali skazani, odpowiednio, na karę śmierci i 10 lat ciężkiego więzienia[58].
- W „Willi Pod Rozmarynem”[59][60] (dziś ul. Domeyki 8) mieszkał tuż przed II wojną światową znany pisarz Zygmunt Nowakowski, który nabył ją za honoraria otrzymane za sztukę Gałązka rozmarynu (stąd nazwa willi), cieszącą się wielkim powodzeniem w polskich teatrach.
- W czasie okupacji niemieckiej pracował jako konduktor tramwajowy na linii "4" biegnącej spod kościoła Mariackiego do Cichego Kącika wybitny reżyser teatralny Mieczysław Kotlarczyk.
- Z okazji pierwszej pielgrzymki do Polski papieża Jan Pawła II w 1979 r. zbudowano na Błoniach w pobliżu pętli tramwajowej w Cichym Kąciku niewielkie lądowisko dla helikopterów. Papież korzystał z niego wielokrotnie podczas kolejnych pielgrzymek, podobnie jego następcy: Benedykt XVI i Franciszek.
- W Cichym Kąciku mieszkają trzy pokolenia bohaterów opowiadania Łukasza Orbitowskiego o wilkołakach "Sfora", a jeden z nich jest nawet projektantem osiedla[61].
- Ukraińska pisarka Ksenia Charczenko użyła nazwy osiedla jako metafory: I nagle widzę tramwaj nr 20 jadący do "Cichego Kącika". "Jak poetycko" – myślę. "Niech tam pojedzie cała Ukraina. Do cichego kącika prosto z piekła"[62].
- W 2024 r. na poddaszu remontowanego domu przy ul. Beniowskiego (daw. Koniecznego) zostały znalezione ukryte za przewodem kominowym pamiętniki kpt. Zygmunta Ponikowskiego (1907-1976), dowódcy 2 kompanii 51 Pułku Piechoty Strzelców Kresowych z lat 1939-1940[63][64], osadzonego w 1940 w obozie jenieckim, który później wyemigrował do Stanów Zjednoczonych i zmarł w Nowym Jorku. W domu tym mieszkali na początku II wojny światowej znajomi Ponikowskiego: asystent Akademii Górniczej chemik Marek Sobieski (1912–1943), zamordowany później przez Niemców za czynny udział w konspiracji[65], wraz z żoną Ireną.